# Восходский сельсовет (Курганская область)
Восхо́дский сельсовет — упразднённые административно-территориальная единица и муниципальное образование в составе Мишкинского района Курганской области России. 
Административный центр — село Восход.
С 23 декабря 2021 года Законом Курганской области от 10.12.2021 № 145 муниципальный район был преобразован в муниципальный округ, сельсовет упразднён.

## История
В соответствии с Законом Курганской области от 6 июля 2004 года № 419 сельсовет наделён статусом сельского поселения.

## Население
| 1989 | 2002  | 2010 | 2012 | 2013 | 2014 | 2015 |
| ---- | ----- | ---- | ---- | ---- | ---- | ---- |
| 1444 | ↘1306 | ↘949 | ↘942 | ↘935 | ↘912 | ↘893 |
| 2016 | 2017  | 2018 | 2019 | 2020 |      |      |
| ↘849 | ↘836  | ↘819 | ↘792 | ↘782 |      |      |

## Состав сельского поселения
| № | Населённый пункт  | Тип населённого пункта       | Население |
| - | ----------------- | ---------------------------- | --------- |
| 1 | Восточная         | деревня                      | ↘58       |
| 2 | Восход            | село, административный центр | ↘806      |
| 3 | Сладкокарасинское | деревня                      | ↘84       |
| 4 | Щучье             | деревня                      | ↘1        |